# Microsoft Store (software)
Microsoft Store è una piattaforma di distribuzione digitale sviluppata da Microsoft e disponibile a partire da Windows 8, che consente agli sviluppatori di pubblicare le loro applicazioni, compresi i driver di dispositivo. Il negozio virtuale vende software e hardware Microsoft così come accadeva nei negozi già aperti in precedenza. 
Con Windows 10 1803, Microsoft unì le sue varie piattaforme di distribuzione (Windows Marketplace, Windows Phone Store, Xbox Music, Xbox Video, Xbox Store e la sezione online dei Microsoft Store, dove gli  articoli potevano essere ordinati anche per telefono) nel Microsoft Store, rendendolo il punto di distribuzione unificato per app, giochi per console e video digitali. La musica digitale è stata inclusa fino alla fine del 2017 e gli e-book sono stati inclusi fino al 2019.
Rende disponibili in un unico posto applicazioni progettate sia per architetture ARM sia per x86/x64, e destinate sia per il nuovo ambiente "immersive" sia per l'ambiente desktop tradizionale (anche se in quest'ultimo caso Windows Store fornisce solo i collegamenti al sito web dell'applicazione). Considerato che Microsoft Store è anche l'unico mezzo di distribuzione delle app per Windows Phone, Microsoft dovrebbe potersi assicurare che le app siano libere da malware e da falle di sicurezza.
Microsoft Store è disponibile sia come pagina web che come app installata sul dispositivo, esattamente come altri store digitali simili (Google Play di Google, App Store di Apple, ecc).
I PC denominati Microsoft Signature sono computer di diversi produttori, ma al loro interno sono stati pre-caricati i software Windows Live Essentials, Microsoft Zune, Adobe Reader e Flash, Microsoft Security Essentials e Silverlight. 

## Regolamentazione
Prima della loro pubblicazione su Microsoft Store, le applicazioni devono essere approvate da Microsoft in base a precise linee guida, che vietano contenuti violenti, illegali, non adatti ai bambini, e così via.
Gli sviluppatori di 120 Paesi possono pubblicare, su 26 cataloghi di app specifici di mercato, le app tradotte in 109 lingue possibili, purché sia inclusa almeno una delle 12 lingue per la certificazione dell'app.
Sono supportate sia applicazioni gratuite, anche open source, sia a pagamento, con prezzi che variano tra 1,49 e 999,99 $; gli sviluppatori possono inoltre offrire delle versioni di prova gratuite. Microsoft ricava una quota del 30% sulle vendite dell'applicazione; una volta che l'applicazione raggiunge un ricavo di 25.000 $, la quota scende al 20%. Sono anche permesse transazioni di terze parti gestite dall'app, di cui Microsoft non prende alcuna quota. I singoli sviluppatori possono registrarsi per 37 €, e le società per 75 €.

## Storia
Piani di sviluppo di Windows Store trapelarono non ufficialmente già il 25 giugno 2010.
Il 13 settembre 2011, primo giorno della conferenza BUILD per gli sviluppatori, il presidente della sezione Windows Steven Sinofsky annunciò ufficialmente l'app Windows Store e diede una dimostrazione delle sue funzionalità. Windows 8 Developer Preview, pubblicato in quell'occasione, includeva una versione non funzionale dell'app Windows Store: infatti, si limitava a visualizzare il messaggio "coming soon".
Il 6 dicembre 2011, si tenne a San Francisco un evento dedicato all'anteprima di Windows Store.
Windows Store è disponibile a partire dalla pubblicazione di Windows 8 Consumer Preview il 29 febbraio 2012. In Windows 8 Consumer Preview gli sviluppatori di 5 Paesi (Stati Uniti, Giappone, Germania, Francia e India) potevano scegliere tra 5 lingue in cui tradurre le proprie app, che erano offerte in 5 cataloghi di app specifici di mercato.
Il 2 luglio 2013 lo Store supera le 100.000 applicazioni a catalogo.
Durante il lancio di Windows 8.1 lo store si è rinnovato con diverse novità tra cui una grafica tutta nuova e gli aggiornamenti automatici.
Durate dicembre 2013 lo store si ha ricevuto un update che semplifica la ricerca delle app.
Il 12 maggio 2014 il Windows Store si aggiorna cambiando completamente l'interfaccia e integrando il Windows Phone Store. L'integrazione permette di utilizzare lo stesso changelog (nelle Universal App), le stesse raccolte e molte altre integrazioni.
A partire dal 1º ottobre 2016, tutte le applicazioni presenti nello store hanno l'obbligo di riportare le informazioni relative alle classificazioni per fascia d'età. Se non riportate, le applicazioni verranno rimosse dallo store.
A ottobre 2017, in concomitanza con l'uscita della release Fall Creators Update di Windows 10, Windows Store si è rinnovato e ha cambiato nome in Microsoft Store.
Con l'uscita di Windows 11 (in versione beta) è arrivata una versione totalmente rinnovata graficamente del Microsoft Store, con l'intento di migliorare l'esperienza utente. La nuova versione finale è uscita il 5 ottobre 2021, in concomitanza con la versione finale di Windows 11, e in seguito è uscita anche su Windows 10.